# 西希代子
西希代子（にし きよこ）は日本の民法学者。

## 略歴
- 1999年3月：東京大学法学部卒業。
- 2001年3月：東京大学大学院法学政治学研究科修士課程修了。
- 2004年：東京大学大学院法学政治学研究科博士課程単位取得退学。
- 2005年3月：博士（法学）修得。
- 2006年：上智大学法学部講師。
- 2007年：上智大学法学部准教授（〜2011年）。
- 2012年4月：慶應義塾大学法科大学院准教授（〜2016年）。
- 2016年：慶應義塾大学法科大学院教授（〜2017年）。
- 2018年：慶應義塾大学法科大学院教授（〜2020年）。
- 2022年：慶應義塾大学法科大学院教授。

## 委員歴
- 2014年11月：内閣府男女共同参画局計画策定専門調査会委員（〜2015年12月）[1]。

## 主張
『父母の離婚等の後における子と父母との継続的な関係の維持等の促進に関する法律案』については、①子の意思、個別の事情等への配慮の足りなさ、②現段階での安全・安心な面会交流等実施の基盤のなさ、③養育費不払い問題の3点を指摘しており、子の側の事情に言及されていない点に疑問を感じる、本法案が先行し、面会交流のみが強調されることに不安を感じると述べている。